# Wolf Erlbruch
Wolf Erlbruch (Wuppertal, 30 de junho de 1948 – 11 de dezembro de 2022) foi um ilustrador e escritor alemão de livros infantis. Seus livros combinam várias técnicas de ilustração, incluindo recorte, colagem, desenho e pintura. Seu estilo por vezes surrealista é amplamente copiado dentro e fora da Alemanha. Alguns de seus livros de histórias têm temas desafiadores, como a morte e o sentido da vida. Eles ganharam muitos prêmios, incluindo o Deutscher Jugendliteraturpreis em 1993 e 2003.
Erlbruch recebeu a Medalha Hans Christian Andersen em 2006 por sua "contribuição duradoura" como ilustrador infantil. Em 2017, foi o primeiro alemão a ganhar o Prêmio Memorial Astrid Lindgren.

## Biografia
Nascido em Wuppertal, Renânia do Norte-Vestfália, Erlbruch estudou design gráfico na Folkwang Hochschule em Essen de 1967 a 1974 e trabalhou como ilustrador para revistas como Stern e Esquire . Sua primeira tarefa como ilustrador de livros infantis veio em 1985, quando o editor de Wuppertal, Peter Hammer, o pediu para ilustrar Der Adler, der nicht fliegen wollte (A águia que não queria voar) de James Aggrey; O filho de Erlbruch, Leonard, acabara de nascer, e Erlbruch queria que ele pudesse dizer: "Olha, meu pai fez um livro infantil." Desde então, ele ilustrou e escreveu muitos livros e tornou-se professor de ilustração na Universidade de Wuppertal.

## Estilo
Erlbruch aborda muitos tópicos adultos em livros infantis, embora nem sempre goste de ser caracterizado como um autor para crianças.  Alguns de seus livros têm notas autobiográficas, como seu Leonard (um "conto deliciosamente excêntrico"), um livro parcialmente inspirado por seu filho de seis anos, Leonard (agora ele próprio um ilustrador), sobre um menino que supera seu medo de cachorros tornando-se ele mesmo um cachorro. Muitos dos personagens de seus livros, como a toupeira de Vom kleinen Maulwurf, der wissen wollte, wer ihm auf den Kopf gemacht hat (pt:A Toupeira Que Queria Saber Quem Lhe Fizera Aquilo Na Cabeça/ br:Da pequena toupeira que queria saber quem tinha feito cocô na cabeça dela), usam pequenos óculos pretos, como o próprio Erlbruch. Ele é elogiado pela qualidade original e surreal de seu trabalho. De acordo com Silke Schnettler, escrevendo no jornal alemão Die Welt, o "estilo Erlbruch", cujos personagens principais são distorcidos e às vezes desproporcionais, mas ainda assim realmente reconhecíveis, tornou-se amplamente imitado dentro e fora da Alemanha.
A morte é um tema recorrente nos livros de Erlbruch. Ente, Tod und Tulpe (O Pato, A Morte e A Tulipa) (2008) apresenta um pato que se torna amigo da Morte, e em Ein Himmel für den kleinen Bären ("Um paraíso para o ursinho") um filhote de urso tenta encontrar seu avô recentemente falecido no paraíso dos ursos.
A moral de suas próprias histórias, sugeriu Erlbruch em 2003, é que as pessoas devem se olhar à distância e aceitar até o que não é tão bonito em si mesmas, mas o que é especial.

### Ilustrações
Muitas das ilustrações de Erlbruch são feitas usando técnica mista e colagem. Para A história da pequena toupeira, por exemplo, ele desenhou os personagens em papel de embrulho marrom e os colou em papel branco.

## Prêmios
O prêmio bienal Hans Christian Andersen conferido pelo International Board on Books for Young People é o maior reconhecimento disponível para um escritor ou ilustrador de livros infantis. Erlbuch recebeu o prêmio de ilustração em 2006.
Em 2003, recebeu o Prêmio Gutenberg da cidade de Leipzig por sua contribuição para as artes literárias, o prêmio cultural de sua cidade natal, Wuppertal, e um Deutscher Jugendliteraturpreis especial pelo conjunto da obra.
- Deutscher Jugendliteraturpreis de livro ilustrado 1993,  por Das Bärenwunder[7]
- Zilveren Griffel 1998, A senhora Meier e o melro[14]
- Zilveren Griffel 1999, Leonard[14]
- Troisdorfer Bilderbuchpreis 2000, Das Neue ABC-Buch[15]
- Prêmio Bologna Ragazzi 2000, Das Neue ABC-Buch[15]
- Prêmio Gutenberg, Leipzig, 2003[12]
- Deutscher Jugendliteraturpreis 2003, prêmio especial de ilustração[16]
- Prêmio Vonder Heydt, Wuppertal, 2003[17]
- Prêmio Bologna Ragazzi 2004, A Grande Questão[18]
- Prêmio Memorial Astrid Lindgren, 2017[6]

## Trabalhos publicados

### Como escritor
- Erlbruch, Wolf (1991). Leonard. Wuppertal: Peter Hammer Verlag
- Erlbruch, Wolf (1992). Das Bärenwunder. Wuppertal: Peter Hammer Verlag
- Erlbruch, Wolf (1997). Mrs. Meyer the Bird. [S.l.]: Orchard. ISBN 978-0-531-30017-6[19]
- Erlbruch, Wolf (1999). Nachts. [S.l.]: Peter Hammer Verlag. ISBN 978-3-87294-834-2 Traduzido para o holandês,[20] norueguês.[21]
- Moritz, Karl Philipp; Wolf Erlbruch (2001). Das Neue ABC-Buch. [S.l.]: Kunstmann
- Erlbruch, Wolf (2005). The Big Question. [S.l.]: Europa. ISBN 978-1-933372-03-7
- Erlbruch, Wolf (2006). The Miracle of the Bears. Michael Reynolds (trans.). [S.l.]: Europa. ISBN 978-1-933372-21-1
- Erlbruch, Wolf (2008). Duck, Death and the Tulip. [S.l.]: Gecko Press. ISBN 978-1-877467-17-2[22]
- Erlbruch, Wolf (2009). The Fearsome Five. [S.l.]: Gecko Press. ISBN 9781877467233
- Erlbruch, Wolf (2015). The King and the Sea. [S.l.]: Gecko Press. ISBN 9781927271803[23]

### Como ilustrador
- Dayre, Valérie (1996). Die Menschenfresserin. [S.l.]: Peter Hammer Verlag[24]
- Belli, Gioconda (2006). The Butterfly Workshop. [S.l.]: Europa. ISBN 978-1-933372-12-9[25]
- Chidgey, Catherine (2009). The Fearsome Five. [S.l.]: Gecko. ISBN 978-1-877467-23-3
- Holzwarth, Werner (2001). The Story of the Little Mole Who Went in Search of Whodunit. [S.l.]: Chrysalis. ISBN 978-1-85602-440-2[26][27]
- Verroen, Dolf (2003). Ein Himmel für den kleinen Bären. [S.l.]: Hanser. ISBN 978-3-446-20294-8 Traduzido para o holandês.[28]
- Hopkins, Lee Bennett (2005). Oh, No! Where Are My Pants? and Other Disasters: Poems. [S.l.]: HarperCollins. ISBN 978-0-688-17860-4[29][30]
- Moeyaert, Bart (2003). De Schepping. [S.l.]: Querido. ISBN 90-451-0045-2 Traduzido para alemão, francês, coreano, português, polonês, espanhol, italiano
- Moeyaert, Bart (2010). Het Paradijs. [S.l.]: Querido. ISBN 9789045111124 Traduzido para o espanhol
- Moeyaert, Bart (2006). Olek schoot een beer. [S.l.]: Querido. ISBN 90-451-0330-3 Traduzido para alemão, francês, coreano, espanhol
- Lavie, Oren (2014). Der Bär, der nicht da war. [S.l.]: Kunstmann. ISBN 978-38-889-7970-5